# Guido d'Altavilla
Guido d'Altavilla (1061 circa – 5 o 8 luglio 1108) è stato un cavaliere medievale normanno, secondo figlio maschio di Roberto il Guiscardo e della sua seconda moglie, Sichelgaita.

## Biografia
Guido fu creato, dal padre, duca di Amalfi qualche tempo dopo la conquista della città, nel 1073, ma non fu accettato dagli amalfitani, che per due volte elessero un altro duca.

Secondo Anna Comnena, Guido prese parte alla spedizione di suo padre contro l'Impero bizantino (1084–1085), distinguendosi al servizio del suo fratellastro maggiore, Boemondo. Dopo la morte del padre (1085), Guido compare regolarmente alla corte imperiale: nell'Alessiade, la cronista bizantina afferma che l'imperatore Alessio I Comneno offrì a Guido un matrimonio vantaggioso, un alto ufficio e una grossa somma di denaro. Guido era certo presso la corte di Costantinopoli nel 1096 quando arrivarono i cavalieri crociati (tra cui lo stesso fratellastro Boemondo) per concordare con il basileus le condizioni dell'attraversamento delle truppe nei territori dell'Impero.
Due anni dopo Guido e l'imperatore Alessio si mossero verso Antiochia a soccorrere i crociati, non sapendo che essi avevano già espugnato la città e incontrarono Stefano II di Blois, che ritornava in patria. Stefano, che aveva visto il grande esercito turco di Kerbogha accorrere in aiuto di Antiochia, riteneva che non ci fossero state speranze per i crociati, e convinse l'imperatore a tornare indietro sostenendo che i Franchi erano stati certamente già annientati; Alessio, che aveva saputo di un altro esercito turco alle sue porte, fu felice di ascoltarlo e ordinò di tornare a Costantinopoli. Guido fu l'unica voce dissenziente, anche perché il fratellastro Boemondo partecipava all'assedio e probabilmente si diresse verso Antiochia con un piccolo contingente personale.
Ritroviamo ancora Guido quando il fratellastro Boemondo, nel 1108, attaccò Durazzo, dando inizio per la seconda volta alle operazioni militari contro l'impero bizantino. Quando fu inevitabile la resa del principe normanno, nel corso delle trattative resesi necessarie per un accordo tra Boemondo e Alessio, Guido fu scelto da entrambi, come persona di loro fiducia, di tenere gli ostaggi consegnati da Alessio a Boemondo. Fu tra i firmatari del trattato di Devol.
Guido ritornato nell'Italia meridionale, forse a Salerno, e vi morì il 5 luglio 1108, come risulta dal Necrologio della cattedrale di San Matteo di Salerno.

## Ascendenza
|                         |                          |                          | Genitori                 |  |  | Nonni |  |  | Bisnonni |  |  | Trisnonni |  |
|                         |                          |                          |                          |  |  |       |  |  | …        |  |  | …         |  |
|                         |                          |                          |                          |  |  |       |  |  | …        |  |  | …         |  |
|                         |                          | …                        |                          |  |  |       |  |  | …        |  |  |           |  |
| Tancredi d'Altavilla    |                          |                          |                          |  |  |       |  |  | …        |  |  |           |  |
|                         |                          | …                        | …                        |  |  |       |  |  |          |  |  |           |  |
|                         |                          | …                        | …                        |  |  |       |  |  |          |  |  |           |  |
|                         |                          | …                        | …                        |  |  |       |  |  |          |  |  |           |  |
| Roberto il Guiscardo    |                          | …                        |                          |  |  |       |  |  |          |  |  |           |  |
|                         |                          | …                        | …                        |  |  |       |  |  |          |  |  |           |  |
|                         |                          | …                        | …                        |  |  |       |  |  |          |  |  |           |  |
|                         |                          | …                        | …                        |  |  |       |  |  |          |  |  |           |  |
| Fredesenda              |                          | …                        |                          |  |  |       |  |  |          |  |  |           |  |
|                         |                          | …                        | …                        |  |  |       |  |  |          |  |  |           |  |
|                         |                          | …                        | …                        |  |  |       |  |  |          |  |  |           |  |
|                         |                          | …                        | …                        |  |  |       |  |  |          |  |  |           |  |
| Guido d'Altavilla       |                          | …                        |                          |  |  |       |  |  |          |  |  |           |  |
|                         | Guaimario III di Salerno | Giovanni II di Salerno   |                          |  |  |       |  |  |          |  |  |           |  |
|                         | Guaimario III di Salerno | Giovanni II di Salerno   |                          |  |  |       |  |  |          |  |  |           |  |
|                         | Guaimario III di Salerno | …                        |                          |  |  |       |  |  |          |  |  |           |  |
| Guaimario IV di Salerno | Guaimario III di Salerno |                          |                          |  |  |       |  |  |          |  |  |           |  |
|                         |                          | Gaitelgrima di Benevento | Pandolfo II di Benevento |  |  |       |  |  |          |  |  |           |  |
|                         |                          | Gaitelgrima di Benevento | Pandolfo II di Benevento |  |  |       |  |  |          |  |  |           |  |
|                         |                          | Gaitelgrima di Benevento | …                        |  |  |       |  |  |          |  |  |           |  |
| Sichelgaita di Salerno  |                          | Gaitelgrima di Benevento |                          |  |  |       |  |  |          |  |  |           |  |
|                         |                          | Landolfo di Capua        | …                        |  |  |       |  |  |          |  |  |           |  |
|                         |                          | Landolfo di Capua        | …                        |  |  |       |  |  |          |  |  |           |  |
|                         |                          | Landolfo di Capua        | …                        |  |  |       |  |  |          |  |  |           |  |
| Gemma di Capua          |                          | Landolfo di Capua        |                          |  |  |       |  |  |          |  |  |           |  |
|                         |                          | …                        | …                        |  |  |       |  |  |          |  |  |           |  |
|                         |                          | …                        | …                        |  |  |       |  |  |          |  |  |           |  |
|                         |                          | …                        | …                        |  |  |       |  |  |          |  |  |           |  |
|                         |                          | …                        |                          |  |  |       |  |  |          |  |  |           |  |